# Pegantha laevis
Pegantha laevis is een hydroïdpoliep uit de familie Solmarisidae. De poliep komt uit het geslacht Pegantha. Pegantha laevis werd in 1909 voor het eerst wetenschappelijk beschreven door H. B. Bigelow. 